# Dusona quadrata
Dusona quadrata là một loài tò vò trong họ Ichneumonidae.